# Álvaro Hodeg
Álvaro José Hodeg Chagui [uitspraak: 'ɑlvɑroː 'hɔtʃ] (Montería, 19 september 1996) is een Colombiaans baan- en wegwielrenner die sinds 2025 rijdt voor Team Medellín-EPM.

## Carrière
Als junior werd Hodeg in verschillende baanonderdelen zowel nationaal als continentaal kampioen. Na een tweede plaats in de Grote Prijs Stad Sint-Niklaas in 2017 mocht hij vanaf augustus stage lopen bij Quick-Step Floors. Tijdens die stageperiode nam hij – namens een Colombiaanse selectie – deel aan de Ronde van de Toekomst. Na een tweede plaats in zowel de tweede als derde etappe won hij de zesde rit, waar hij in de massasprint voor Alan Banaszek en Konrad Geßner eindigde. Zijn stagecontract werd omgezet in een tweejarig profcontract dat in 2018 inging.
Zijn debuut voor Quick-Step Floors maakte Hodeg in de Ronde van San Juan, waar hij in de laatste etappe naar de derde plaats sprintte. Zijn eerste profzege boekte hij in maart: in de Handzame Classic versloeg hij Kristoffer Halvorsen en Pascal Ackermann in de massasprint.

## Baanwielrennen

### Palmares
| 2013 |                                     | Teamsprint          |
| 2014 | 1 km · Keirin · Teamsprint · Sprint | Teamsprint · Sprint |

## Wegwielrennen

### Overwinningen
2017
6e etappe Ronde van de Toekomst
2018
Handzame Classic
1e etappe Ronde van Catalonië
3e etappe Ronde van Polen
1e etappe Ronde van Duitsland
5e etappe Ronde van Turkije
2019
2e etappe Tour Colombia
2e etappe Ronde van Noorwegen
Heistse Pijl
1e en 4e etappe Adriatica Ionica Race
Puntenklassement Adriatica Ionica Race
5e etappe BinckBank Tour
Ronde van het Münsterland
2021
Grote Prijs Vermarc Sport
1e etappe Ronde van de Ain
Grote Prijs Marcel Kint
1e etappe Ronde van Slowakije
2025
 Pan-Amerikaans kampioen op de weg, Elite

## Resultaten in voornaamste wedstrijden
| Jaar | Ronde van Italië | Ronde van Frankrijk | Ronde van Spanje |
| ---- | ---------------- | ------------------- | ---------------- |
| 2019 |                  |                     |                  |
| 2020 | 131e             |                     |                  |
| 2021 |                  |                     |                  |
| 2022 |                  |                     |                  |
| 2023 |                  |                     |                  |
| 2024 |                  |                     |                  |

| Jaar | Gent-Wevelgem | Parijs-Roubaix |  | WK op de weg |
| ---- | ------------- | -------------- |  | ------------ |
| 2019 |               |                |  | opgave       |
| 2020 |               |                |  |              |
| 2021 |               |                |  | opgave       |
| 2022 |               |                |  |              |
| 2023 |               |                |  |              |
| 2024 | opgave        | opgave         |  |              |

## Ploegen
- 2017 –  Equipo do Ciclismo Coldeportes Zenú (tot 25 juni)
- 2017 –  Quick-Step Floors (stagiair vanaf 7 augustus)
- 2018 –  Quick-Step Floors
- 2019 –  Deceuninck–Quick-Step
- 2020 –  Deceuninck–Quick-Step
- 2021 –  Deceuninck–Quick-Step
- 2022 –  UAE Team Emirates
- 2023 –  UAE Team Emirates
- 2024 –  UAE Team Emirates
- 2025 –  Team Medellín-EPM[1]

Alaphilippe · Bauer · Boonen (tot 09/04) · Brambilla · Capecchi · Cavagna · de la Cruz · De Plus · Declercq · Devenyns · Gaviria · Gilbert · Jungels · Keisse · Kittel · Lampaert · Martin · Martinelli · Mas · Richeze · Sabatini · Schachmann · Serry · Štybar · Terpstra · Trentin · Vakoč · Velits · Vermote · Hodeg (stagiair) · Kasperkiewicz (stagiair)
Alaphilippe · Asgreen · Capecchi · Cavagna · De Plus · Declercq · Devenyns · Gaviria · Gilbert · Hodeg · Jakobsen · Jungels · Keisse · Knox · Lampaert · Martinelli · Mas · Mørkøv · Narváez · Richeze · Sabatini · Schachmann  · Sénéchal · Serry · Štybar · Terpstra · Vakoč · Viviani
Alaphilippe · Asgreen · Capecchi · Cavagna · Declercq · Devenyns · Evenepoel   · Gilbert · Hodeg · Honoré · Jakobsen · Jungels · Keisse · Knox · Lampaert · Martinelli · Mas · Mørkøv · Richeze · Sabatini · Sénéchal · Serry · Štybar · Vakoč · Viviani 
Alaphilippe  · Almeida · Archbold · Asgreen · Bagioli · Ballerini · Bennett · Cattaneo · Cavagna · Declercq · Devenyns · Evenepoel   · Garrison · Hodeg · Honoré · Jakobsen · Jungels · Keisse · Knox · Lampaert · Masnada · Mørkøv · Sénéchal · Serry · Steels · Steimle · Štybar · Van Lerberghe · Quinn (stagiair) · Vansevenant (stagiair)
Alaphilippe  · Almeida · Archbold · Asgreen · Bagioli · Ballerini · Bennett · Cattaneo · Cavagna · Cavendish · Černý · Declercq · Devenyns · Evenepoel · Garrison · Hodeg · Honoré · Jakobsen · Keisse · Knox · Lampaert · Masnada · Mørkøv · Sénéchal · Serry · Steels · Steimle · Štybar · Van Lerberghe · Vansevenant · Osborne (stagiair) · Van Tricht (stagiair)
Ackermann · Almeida · Ardila · Ayuso · Bennett · Bjerg · Brunel (tot 2/6) · Costa · Covi · Fisher-Black · Formolo · Gaviria · Gibbons · Groß · Hirschi · Hodeg · Laengen · Majka · McNulty · Mirza · Molano · I. Oliveira · R. Oliveira · Pogačar · Polanc · Richeze · Soler · Suter · Trentin · Troia · Ulissi · Andersen (stagiair) · Kluckers (stagiair) · Knight (stagiair)
Ackermann · Almeida · Ayuso · Bax · Bennett · Bjerg · Christen (vanaf 1/8) · Covi · Fisher-Black · Formolo · Gibbons · Groß · Großschartner · Hirschi · Hodeg · Laengen · Majka · McNulty · Molano · Novak · I. Oliveira · R. Oliveira · Pogačar · Polanc (tot 15/5) ·  Soler · Trentin · Ulissi · Vine · Vink · Wellens · Yates · Glivar (stagiair)
Almeida · Arrieta · Ayuso · Baroncini · Bax · Bjerg · Christen · Covi · del Toro · Fisher-Black · Großschartner · Hirschi · Hodeg · Laengen · Majka · McNulty · Molano · Morgado · Novak · I. Oliveira · R. Oliveira · Pogačar · Politt · Sivakov · Soler · Ulissi · Vine · Vink · Wellens · Yates